# Heraclio Alfaro Fournier
Heraclio Alfaro Fournier (Vitoria, 20 de septiembre de 1893-Vitoria, 10 de agosto de 1962) fue un ingeniero aeronáutico y aviador español, uno de los pioneros de la aeronáutica.

## Biografía

### Origen y formación 1893-1911

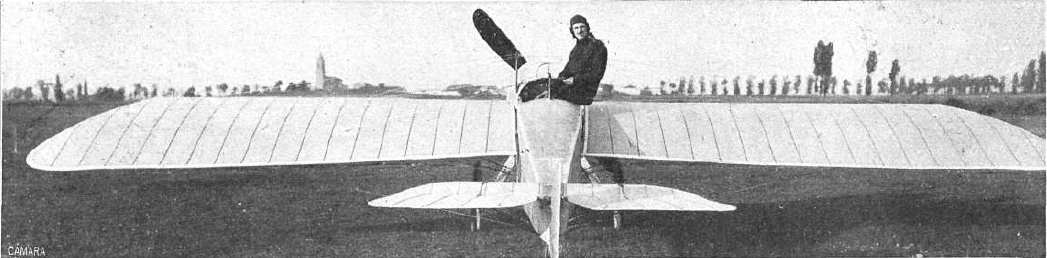
Alfaro a bordo de su Alfaro I en 1914

Nació en septiembre de 1893 y falleció en agosto de 1962 en Vitoria. Era hijo de Juan Bautista Alfaro y Mercedes Fournier. Nieto del gran precursor de la impresión Heraclio Fournier González, el fundador de la famosa fábrica de naipes de Vitoria, Naipes Heraclio Fournier S.A. Su hermano Félix continuó con el negocio familiar y fue un gran empresario y un gran filántropo. 
En el colegio de los marianistas de Vitoria Heraclio empezó sus estudios. Los continuó en Gante (Bélgica), donde aprendió francés. 
En 1909 unos guipuzcoanos (Amestoy, Múgica y Azcona) intentan volar en Vitoria, en el campo de Lakua, un avión llamado AMA, que era copia del Flyer de los Hermanos Wright, que habían visto en Pau (Francia). No lo lograron pero eso hizo que los 3 amigos de Heraclio y el mismo quedaran para siempre involucrados de la aviación.
En agosto de 1910 fabrican y vuelan varias veces el planeador ACHA ,desde el monte de la tortilla. era de estilo Chanute. Los 4 amigos son José Martínez de Aragón, Ramón Ciria e Ignacio Hidalgo de Cisneros. El mayor es Heraclio con solo 16 años.
En  1911 se marcha a la escuela de vuelo de Emilio Train en Mourmelon le Grand, cerca de Reims Francia. Fue testigo en mayo de la Carrera Aérea París Madrid que se inicia con el accidente de su profesor Train que mata a 2 personas. Tiene que esperar a septiembre a cumplir 18 años para examinarse  con lo que se convierte en uno de los pilotos más jóvenes del mundo de la Federación Aeronáutica Internacional.

### Actividad en Vitoria 1912-1914
En 1913 comienza la Escuela de Aviación de Vitoria (Lakua),  fundada por el francés Leonce Garnier. fue la primera escuela civil de España. Garnier dejó la escuela en segundo plano porque ganaba mucho dinero dando exhibiciones por todo España. Heraclio Alfaro empezó a dar clases en esa escuela en su sustitución. Ese año comienza a construir su avión, el primero del mundo con cola horizontal negativa.
El 22 de junio de 1914 realizó en Vitoria, ante un público de 25 000 personas, el vuelo de uno de los primeros aviones construidos en España: el Alfaro 2, un monoplano estilo Moranne Saulnier G, con un motor Gnome de 7 cilindros, que superaba los 100 km/h. El motor se lo vendió Benito Loygorri de un avión que había estrellado. Heraclio tenía 20 años.
Viajó a Madrid a enseñar su avión al primer ministro Eduardo Dato. Realizó varios vuelos muy exitosos, allí entró en contacto con los ingenieros del aeródromo de Cuatro Vientos.
También, se dio a conocer con vuelos de demostración en las fiestas de Salamanca, que terminaron en un ligero accidente.

### Actividad en Madrid 1916-1917
En Getafe se instaló una Escuela Nacional de Aviación civil llamada ENA. Esta escuela de vuelo estaba dirigida por el capitán Alfredo Kindelán. Mientras daba clases diseñó y construyó un biplano denominado Alfaro 4. Le costó conseguir el motor Hispano Suiza que deseaba debido al desarrollo de la Primera Guerra Mundial. El avión lo construyó en Vitoria y acabó volando en Barcelona. 
Allí conoció a Jorge Loring con el que marchó a Barcelona al cerrarse la escuela de Getafe.

### Actividad en Barcelona 1917-1919
Trabajó en los Talleres Hereter de Barcelona construyó cuatro aeroplanos derivados del Caudron G3 tanto monoplazas como biplazas para el ejército y para dar formación civil. Trabajó en el diseño de un modelo de helicóptero (el helicóptero Pescara) y diseño y fabricó un avión de caza el Alfaro 8, que se estrelló durante las pruebas para un concurso de aviación militar.
Con el biplano Alfaro 4 ganó el piloto catalán Canudas la Copa de Barcelona de 1918

### Actividad en Estados Unidos 1920-1921
En octubre, marcha a Estados Unidos y trabaja en Cincinnati y en Dayton, en las empresas American Tool Works y en la Dayton Wright, cuyo jefe era ni más ni menos que el pionero Orville Wright.

### Actividad en Vitoria 1922-1923
Regresa a España y vive en Madrid como representante de varias fábricas aeronáuticas norteamericanas. Solicita al Ayuntamiento de Vitoria el arrendamiento del aeródromo de Lacua, para escuela de pilotos.
Presenta su aeroplano Alfaro 11, un biplano monoplaza de madera contrachapada, que había sido construido en Getafe. 
Siguió investigando el diseño de los flaps con Emilio Herrera en las instalaciones de Cuatro Vientos.

### Actividad en Estados Unidos 1924-1945
En 1924 y 1925 estudia ingeniería aeronáutica por el Massachusetts Institute of Technology. 
En 1925 trabaja en la Glenn L. Martin en Cleveland. Es designado profesor de ingeniería aeronáutica en el Cleveland College de la Western Reserve University, e imparte clases hasta 1929. Simultáneamente estudia el empleo de alerones y flaps y diseños varios. 
En 1927 diseñó y construyó para National Airways, en sólo 23 días, el City of Peoria; para participar en la carrera entre las ciudades de San Francisco y Honolulú, lo que le proporcionó gran notoriedad. 
En septiembre, en el aeropuerto de Cleveland, presenta el monoplano X-13 de 4 plazas con ala alta y un motor Warner Scarab de 125 C.V. refrigerado por aire, para el concurso “Guggenheim”. El avión estaba financiado, por su amigo David S. Ingalls, y lo pilotó su otro gran amigo Jimmy Doolittle. Era un diseño muy innovador porque en aquella época se empezaron a usar los flaps y otros elemento hipersustentadores de los que él era un pionero.
En 1928 introdujo el autogiro de Juan de La Cierva en Estados Unidos mediante un acuerdo con Harold Pitcairn (Pitcairn Aircraft Co.), diseñando un motor de prelanzamiento para el rotor principal. Mejoras que se incorporaron  a los autogiros siguientes, en la empresa Autogyro Co. of America.  Fabricó un autogiro propio el PCA-2-30 que se estrelló en un vuelo a Cleveland. 
Desarrollo 2 planeadores: uno primario tipo SG-38 (fabricó varios) y uno biplaza con ruedas más moderno para vuelo y enseñanza avanzada. 
Volvió a dar clases en la universidad del MIT Massachusetts Institute of Technology  y comenzó los trabajos con los motores. 
Fundó la empresa Aircraft Developments Inc., donde diseñó motores de tamaño muy reducido con un máximo de potencia (baby motor, de 23 kg y 24 c.v). Su último gran proyecto fue el diseño y construcción del motor de barril que con la llegada de la Segunda Guerra Mundial fue olvidado. 
En 1942 empezó a desarrollar el párkinson lo cual le limitó bastante. Su hermano Félix fue a buscarle con su hija y después de acabar la guerra le trajeron de forma definitiva a España. Obtuvo la cuidadanía norteamericana de la que estaba muy orgulloso. 
En total desarrolló 24 patentes en Estados Unidos y seis en Canadá.

### Últimos años 1945-1962
Los últimos diecisiete años de vida los pasó en España, primeramente en Madrid y después en Vitoria. Seguía enfermo de párkinson. Siguió trabajando de free lance haciendo traducciones para Construcciones Aeronáuticas e intentando volver a USA, pero la crisis de después de la guerra lo hizo imposible. Tuvo visitas como la de su amigo Jimmi Doolittle que le llevó a volar en Madrid.
La fundación del Aero Club de Vitoria en 1953 sirvió para rendirle homenaje, poniéndole su nombre (véase Aeropuerto de Vitoria#Historia).